# Stoney Curtis Band
Pour les articles homonymes, voir Stoney.
Stoney Curtis Band est un groupe américain d'acid blues.

## Composition
- Membres du groupe : Stoney Curtis, Shon McKee  et Barry Barnes
- Ancien membre : Roger Trausz, Colby Smith, Colby Smith,

## Discographie
Le groupe est depuis ses débuts fidèle au même label : Shrapnel Records
- Stoney Curtis Band, 1999
- Alive and Unleashed, 2002
- Acid Blues Experience, 2005
- Live, 2012
- Cosmic Conn3ction
- Raw and Real
- Alive and Unleashed